# Руліха (село)
Рулі́ха (каз. Рулиха) — село у складі Шемонаїхинського району Східноказахстанської області Казахстану. Входить до складу Каменевського сільського округу.
Населення — 882 особи (2021; 1083 у 2009, 1312 у 1999, 1202 у 1989).
Національний склад станом на 1989 рік:
- росіяни — 73 %